# Stazione di Maltignano
Stazione di Maltignano vasútállomás Olaszországban, Marche régióban, Maltignano településen.

## Vasútvonalak
Az állomást az alábbi vasútvonalak érintik:
- Ascoli Piceno–San Benedetto del Tronto-vasútvonal

## Kapcsolódó állomások
A vasútállomáshoz az alábbi állomások vannak a legközelebb: 
- Stazione di Offida-Castel di Lama
- Stazione di Marino del Tronto-Folignano